# Torre de Cerredo
Pour les articles homonymes, voir Cerredo.
La Torre de Cerredo est une montagne d'Espagne, point culminant de la cordillère Cantabrique, à la limite entre les Asturies et la Castille-et-León.

## Situation
Elle est située dans le massif des Urrieles au cœur des pics d'Europe. Avec un dénivelé de 2 200 m par rapport aux gorges du Cares, elle possède des points de vue impressionnants sur les environs.